# Sompob Nilwong
Sompob Nilwong (thailändisch สมภพ นิลวงษ์, * 28. März 1983 in Kanchanaburi), auch als Aek (thailändisch เอก) bekannt, ist ein thailändischer Fußballspieler.

## Karriere

### Verein
Sompob Nilwong unterschrieb 2005 seinen ersten Vertrag beim damaligen Erstligisten Rajnavy Rayong FC in Rayong. Nach 64 Spielen in der Ersten und Zweiten Liga wechselte er 2009 zum Ligakonkurrenten Pattaya United. Für den Club spielte er 42 Mal in der Ersten Liga. 2013 wechselte nach Bangkok und unterschrieb einen Vertrag beim Erstligisten Police United. Nach einem Jahr verpflichtete ihn BEC Tero Sasana FC, ebenfalls in Bangkok beheimatet, für die Saison 2014. Chainat Hornbill FC, ein Erstligist aus Chainat nahm ihn 2015 unter Vertrag. 2017 wechselte er in die Thai League 2 und schloss sich PT Prachuap FC aus Prachuap an. 2017 erreichte er mit dem Club den 3. Tabellenplatz und stieg somit in die Thai League auf. Bei PT stand er bis Dezember 2020 unter Vertrag. Am 25. Dezember 2020 wechselte er zum Zweitligisten Ayutthaya United FC. Für den Verein aus Ayutthaya absolvierte er 14 Zweitligaspiele. Nach der Saison wurde sein Vertrag nicht verlängert.
Seit dem 1. Juli 2021 ist er vertrags- und vereinslos.

### Nationalmannschaft
2012 spielte Sompob Nilwong einmal in der thailändischen Nationalmannschaft.

## Erfolge
BEC Tero Sasana FC
- Thai League Cup: 2014

PT Prachuap FC
- Thai League Cup: 2019